# Jimmy Wales
Jimmy Donal "Jimbo" Wales (Huntsville, Alabama, 7. kolovoza 1966.) osnivač je i predsjednik Wikimedija zaklade, neprofitne organizacije koja brine o Wikipediji i ostalim wiki projektima.
Wales je također osnivač tvrtke Wikia, koja nije pravno povezana s Wikimedijom, unutar koje je osnovan projekt Wikicities.

## Vanjske poveznice
- Jimmyjeve internet stranice
- Walesov blog
- Jimmyjeva suradnička stranica na en Wikipediji
- Larry Sanger o nastanku Wikipedije